# 塔斯特戈角

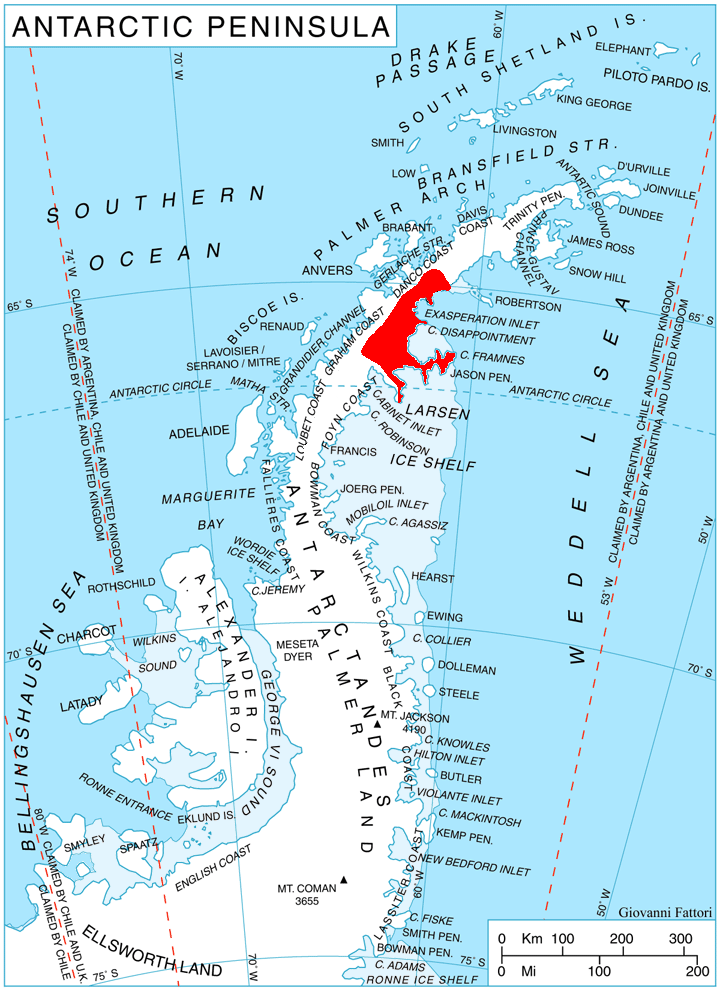

65°44′S 62°9′W / 65.733°S 62.150°W
塔斯特戈角（英語：Tashtego Point）是南極洲的海岬，位於葛拉漢地東岸，以赫爾曼·梅爾維爾小說《白鯨記》的魚叉手命名，現時由南極條約體系管理。